# Christophe Laurent (rugby à XV)
Pour les articles homonymes, voir Christophe Laurent et Laurent.
Pas d'image ? Cliquez ici

a Compétitions nationales et continentales officielles uniquement.

Christophe Laurent, né le 8 mars 1976 à Toulouse, est un joueur de rugby à XV qui évoluait au poste de talonneur au sein de l'effectif de l'US Colomiers.

## Biographie
Formé au Stade saint-gaudinois, il joue successivement pour le Stade toulousain, l'US Colomiers et l'Aviron bayonnais.
En juin 2005, alors qu'il joue sous les couleurs de l'Aviron bayonnais, il est sélectionné avec les Barbarians français pour aller défier la Western Province à Stellenbosch en Afrique du Sud. Les Baa-Baas s'inclinent 22 à 20.
Après un bref passage de quelques mois en Angleterre avec les Harlequins en 2007, il revient en France jouer pour l'US Colomiers. Il met un terme à sa carrière en juin 2009.
Après la fin de sa carrière, il revient à Saint-Gaudens où il tient le « Club  », un bar-restaurant en famille, et s'occupe des seniors du Stade saint-gaudinois-luchonnais après avoir coaché les Bélascains durant plusieurs saisons.

## Palmarès

### Avec l'US Colomiers
- Championnat de France de première division :
  - Vice-champion (1) : 2000
- Championnat de France de Fédérale 1 :
  - Champion (1) : 2008

### En sélection
- Champion du monde universitaire 2000
- Champion d'Europe universitaire 1998
- Champion de France universitaire 1995-1997-2000
- Champion coupe Taddeï junior Midi Pyrénées 1995